# Podmorsko arheološko nalazište u Segetu Donjem
Podmorsko arheološko nalazište u mjestu Segetu Donjem, općina Seget, predstavlja zaštićeno kulturno dobro.

## Opis dobra
Vrijeme nastanka: od 1. do 5. stoljeća. U podmorju Segeta Donjeg, na širem području istočno od grobišne crkve Gospe od Konacvina nalaze se ostaci antičkog lučkog postrojenja. Radi se o nalazima obrađenih kamenih blokova koji formiraju strukturu zida koji se uz pojedine prekide pruža u dužini od oko 90 metara. Također, pregledom terena uočavaju se i ulomci keramike iz različitih povijesnih razdoblja, a najviše antike.

## Zaštita
Pod oznakom P-4472 zaveden je kao nepokretno kulturno dobro - pojedinačno, pravna statusa preventivno zaštićena kulturnog dobra, klasificirano kao "arheološka baština".